# استکی
استکی یک نام خانوادگی‌ست. بعضی افراد با این نام خانوادگی عبارتند از:
- رحمان استکی نماینده شهرستان شهرکرد در دوره اول مجلس شورای اسلامی
- مجتبی استکی برادر رحمان استکی
- فریدون استکی نماینده دوره‌های اول و دوم مجلس شورای اسلامی
- علیرضا استکی، از قهرمانان و مربیان رشته بوکس و بدنسازی
- محمدحسین استکی نماینده دوره هفتم مجلس شورای اسلامی
- الله‌کرم استکی بازی‌کن هندبال
- سجاد استکی برادر الله‌کرم استکی و بازی‌کن هندبال